# Simone Téry
Simone Téry (28 de janeiro de 1897 – 12 de dezembro de 1967) foi uma jornalista francesa e correspondente de guerra. Ela escreveu para L'Humanité, Vendredi e Regards. Ela relatou a Guerra Civil Irlandesa, a França entre guerras e a Guerra Civil Espanhola.